# Ciudad de Tokio

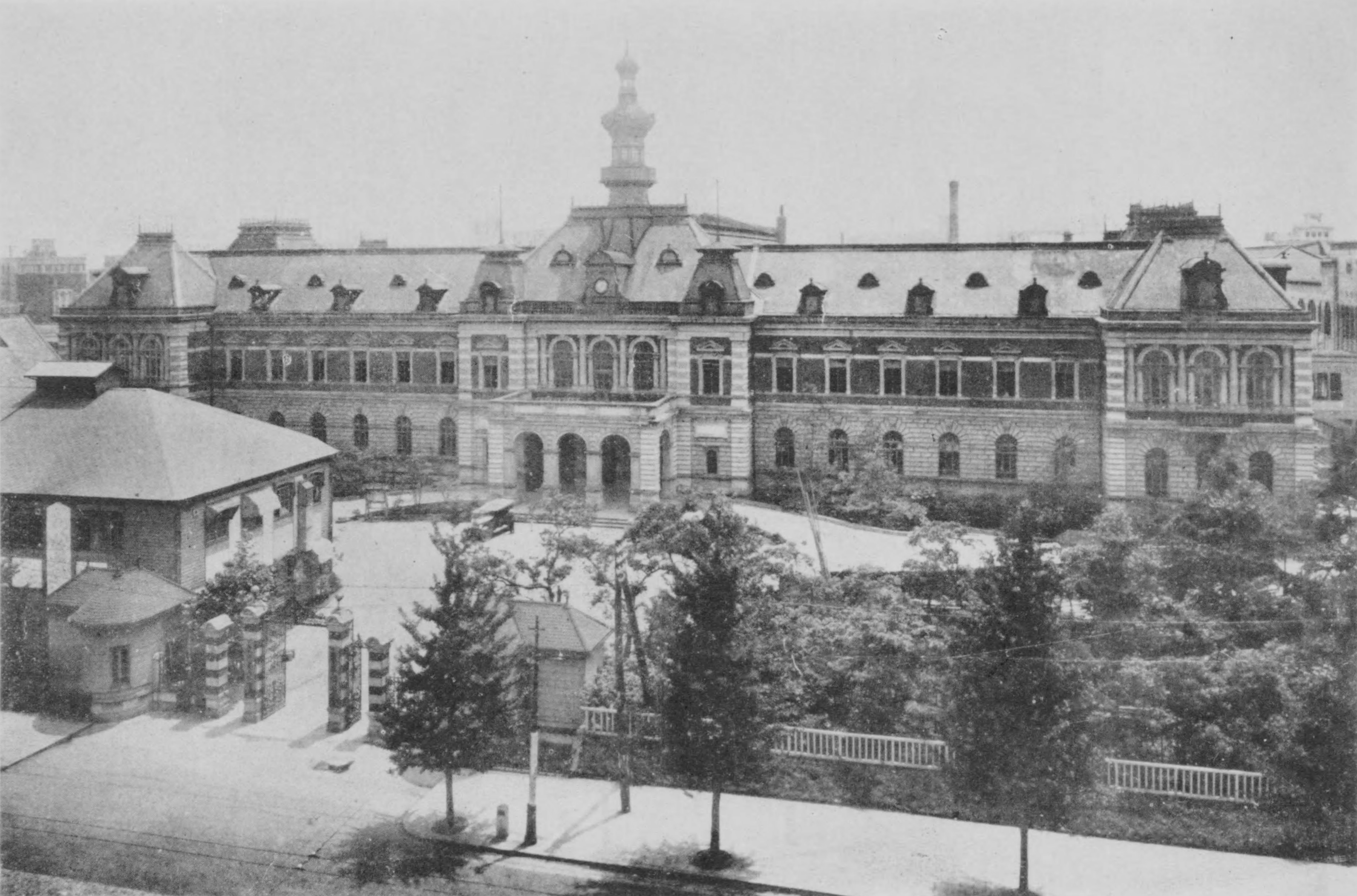
Ciudad de Tokio, prefectura y ayuntamiento.

La Ciudad de Tokio (東京市 Tōkyō-shi?) fue un municipio de Japón. Existió desde el 1 de mayo de 1889 al 1 de julio de 1943, cuando se unió con la Prefectura de Tokio para formar el Gobierno Metropolitano de Tokio. Los límites históricos de la Ciudad de Tokio serían ocupados por 23 barrios especiales. 
Algunas personas aún usan el nombre para referirse colectivamente a los 23 barrios especiales. Sin embargo esto es impreciso. Los barrios no comparten un alcalde o un concejo de ciudad, pero sus funciones son como municipios separados bajo el gobierno metropolitano.

## Historia
En 1868, la ciudad de Edo, bajo el gobierno del shogun Tokugawa, se pasó a llamar Tokio, la capital del Este. Entonces, las oficinas de la prefectura de Tokio fueron abiertas. La extensión de la prefectura de Tokio fue demilitada por la antigua formación de la ciudad de Edo (15 barrios), pero rápidamente se aumentó hasta ser la metrópolis de Tokio que es hoy en día.
En 1878, 15 barrios y 6 distritos fueron unidos bajo la prefectura de Tokio
- Kojimachi (actualmente Chiyoda)
- Kyobashi (actualmente Chuo)
- Kanda (actualmente Chuo)
- Nihonbashi (actualmente Chiyoda)
- Fukagawa (actualmente Koto)
- Honjo (actualmente Sumida)
- Asakusa (actualmente Taito)
- Shitaya (actualmente Taito)
- Hongo (actualmente Bunkyo)
- Koishikawa (actualmente Bunkyo)
- Ushigome (actualmente Shinjuku)
- Yotsuya (actualmente Shinjuku)
- Akasaka (actualmente Minato)
- Azabu (actualmente Minato)
- Shiba (actualmente Minato)

En 1889, la Ciudad de Tokio (-shi) fue unida a los 15 barrios.
En 1932, la Ciudad de Tokio fue aumentado con 20 barrios de los distritos cercanos.
- Joto (actualmente Koto)
- Mukojima (actualmente Sumida)
- Arakawa (actualmente Arakawa)
- Takinokawa (actualmente Kita)
- Toshima (actualmente Koto)
- Yodobashi (actualmente Shinjuku)
- Shibuya (actualmente Shibuya)
- Meguro (actualmente Meguro)
- Ebara (actualmente Shinagawa)
- Shinagawa (actualmente Shinagawa)
- Edogawa (actualmente Edogawa)
- Katsushika (actualmente Katsushika)
- Adachi (actualmente Adachi)
- Oji (actualmente Kita)
- Itabashi (actualmente Itabashi and Nerima)
- Nakano (actualmente Nakano)
- Suginami (actualmente Suginami)
- Setagaya (actualmente Setagaya)
- Omori (actualmente Ota)
- Kamata (actualmente Ota)

En 1943, la Ciudad de Tokio y la Prefectura de Tokio se unieron en la Metrópolis de Tokio (-to). Los barrios anteriores son administradas directamente por la Metrópolis. El nombre de Tokio como ciudad fue eliminado a partir de ese año.
En 1947, La Metrópolis de Tokio se reformó con el mismo estatus que cualquier prefectura, manteniendo su nombre. Los barrios se unieron para formar solo 22 barrios definitivos. Cada uno de ellos recibió un estatus comparable con una ciudad. Ese mismo año, Nerima se separó de Itabashi formando el barrio especial 23.